# Raïon de Chevtchenko (Dnipro)
Le raïon de Chevtchenko (en ukrainien : Шевченківський район (Дніпро)) est un raïon (district) urbain de Dnipro.
Il est créé à partir des districts de Soborny, Centre et Checheliv sous le nom de quartier Baboushkin ; le 26 novembre 2016 il a pris le nom de Chevtchenko.
Il accueille l'ancienne colonie zaporogue Polovitsa.
Lieux culturels : le bureau de poste principal, la cathédrale orthodoxe de la sainte-Trinité et le conseil municipal de Dnipro.

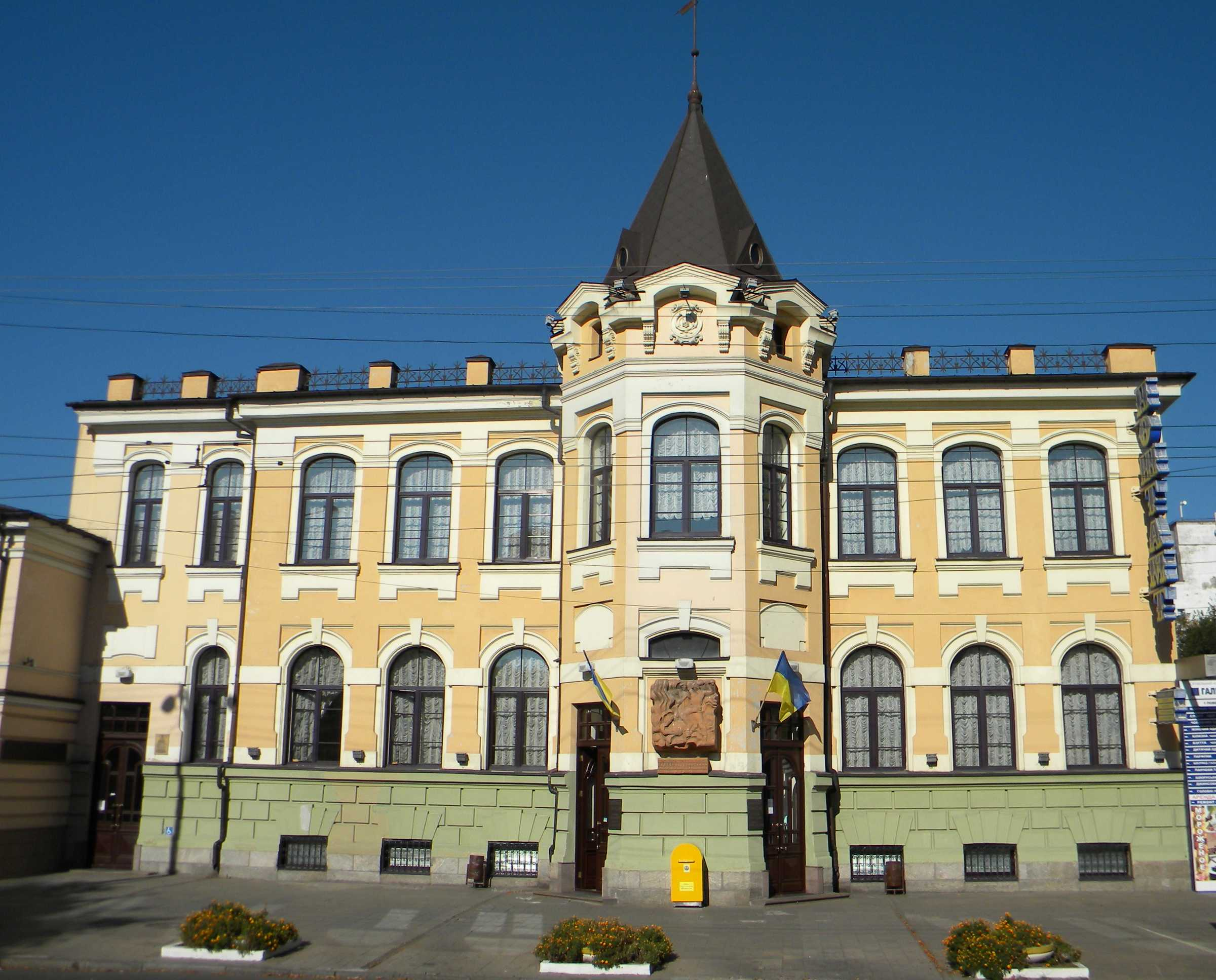
La poste centrale classée[1],
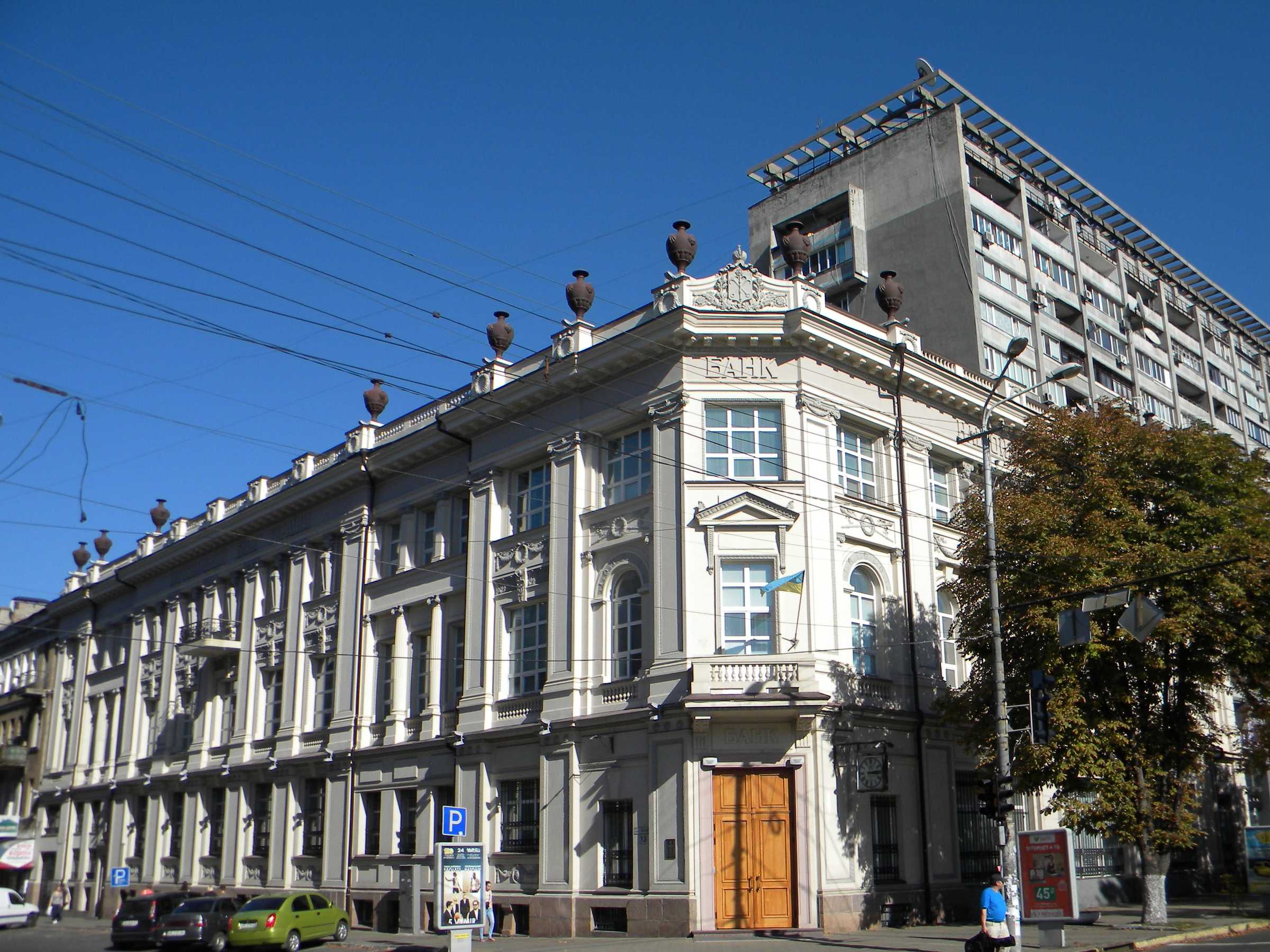
13 rue Voskresenska classée[2],
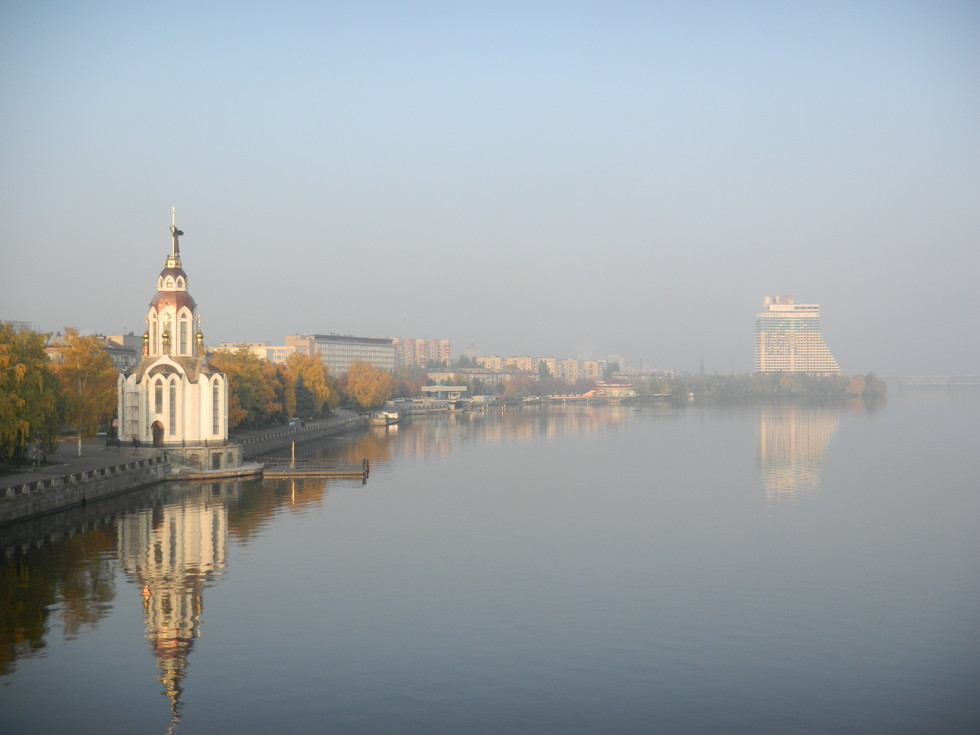
église sur le bord du Dniepr,
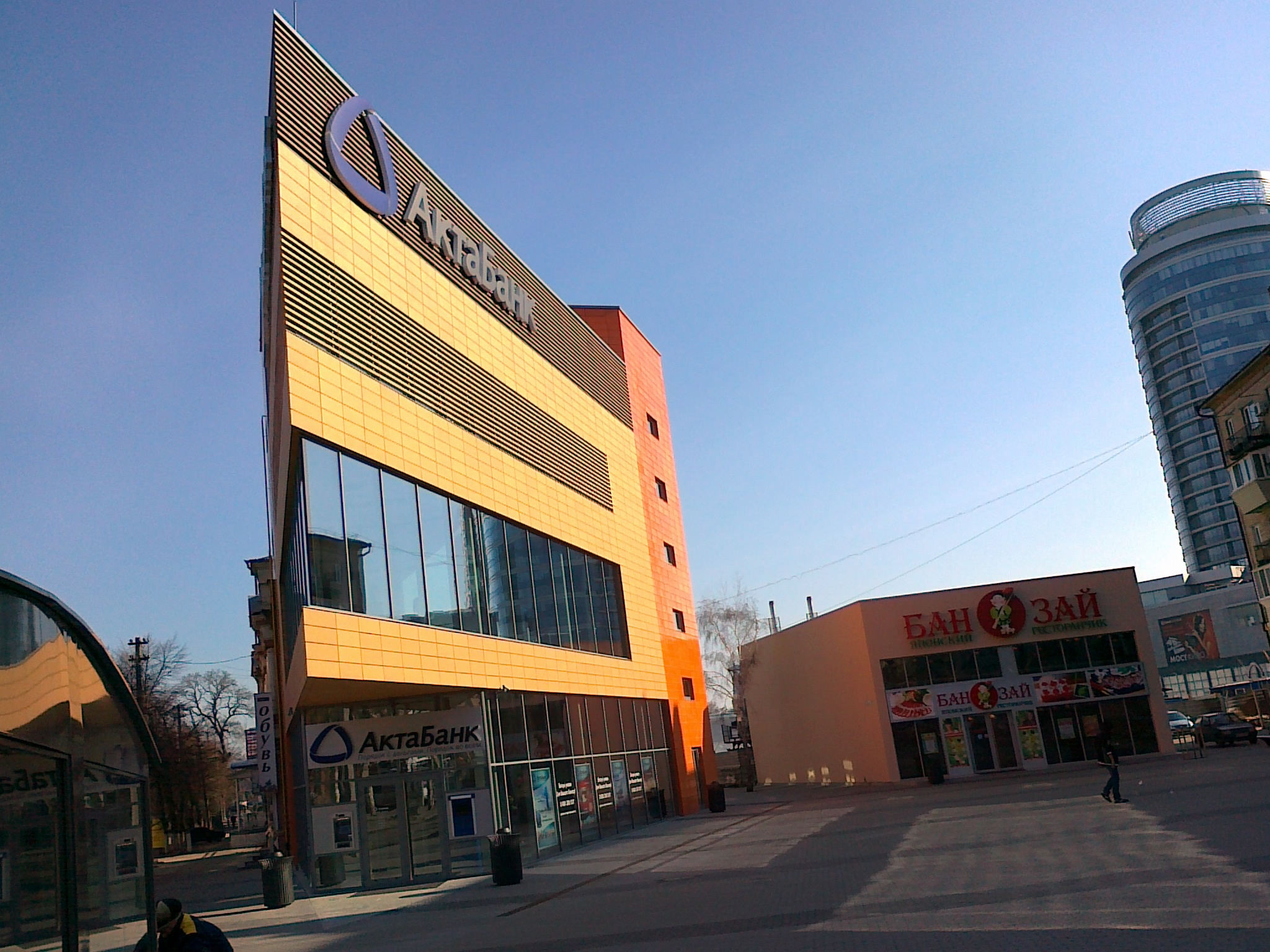
banque.